# Chlorophytum filipendulum
Chlorophytum filipendulum — вид цветковых растений семейства Спаржевые (Asparagaceae) рода Хлорофитум (Chlorophytum). Культивируется как комнатное растение, особенно подвиды и культвары с цветными черешками или листьями. 

## Название
Родовое название Chlorophytum происходит от греческих слов chloros — «желто-зелёный» (или «зелёный») и phyton — «растение», относящихся к листьям растений.
Научное русскоязычное название вида на 2024 год в открытых источниках не прослеживается, на сайтах интернет-магазинов встречается наименование Хлорофитум африканский. Буквальный перевод видового эпитета с латыни можно перевести как «Хлорофитум лабазниковый», от латинского названия рода Лабазник (Filipendula), которое в свою очередь образовано от слов filum («нить») и pendere («висеть»), что объясняется тем, что у типового вида (Filipendula vulgaris) клубни как бы «висят» на тонких (нитевидных) корнях. 
Культвары известны под многочисленными коммерческими и тривиальными названиями: хлорофитум крылатый, хлорофитум оранжевый, оранжевый паук, лилия Сьерра-Леон, растение-мандарин и огненная вспышка.

## Ботаническое описание
Корневище косое, с 2-4-сантиметровыми корешками. 
Листья малочерешковые; канальцевый черешок 1-4 дюйма;  листовая пластинка продолговато-ланцетная, перепончатая, голая, 6–9 дюймов длиной и 1–2 дюйма шириной, сверху зелёная, снизу бледнно-зелёная, верхушка острая, основание клиновидное, листья снабжены 20-25 прозрачными жилками.
Соцветие — рыхлая полустебельная кисть, простая или редко раздвоенная, цветки с зелёными ланцетными прицветниками из 4–6 рядков. Околоцветник бело-зелёный, длиной 3-4 мм. Тычинки околоцветника в три раза короче пестика. Плод — продолговатая коробочка, 4 мм длиной, по 6-8 семян. Цветение в декабре.

### Дочерние таксоны
Согласно базе данных GBIF по состоянию на январь 2023 вид имеет два подвида:
- Chlorophytum filipendulum subsp. amaniense (Engl.) Nordal & A.D.Poulsen,
- Chlorophytum filipendulum subsp. filipendulum.

## Ареал
Аборигенный вид для различных сред обитания на больших территориях Африки: Ангола, Камерун, Центральноафриканская Республика, Экваториальная Гвинея, Эфиопия, Габон, Гана, Гвинея, Гвинея-Бисау, Кот-д'Ивуар, Кения, Либерия, Нигерия, Сьерра-Леоне, Танзания, Того, Уганда, Заир.

## Chlorophytum filipendulumsubsp.amaniense

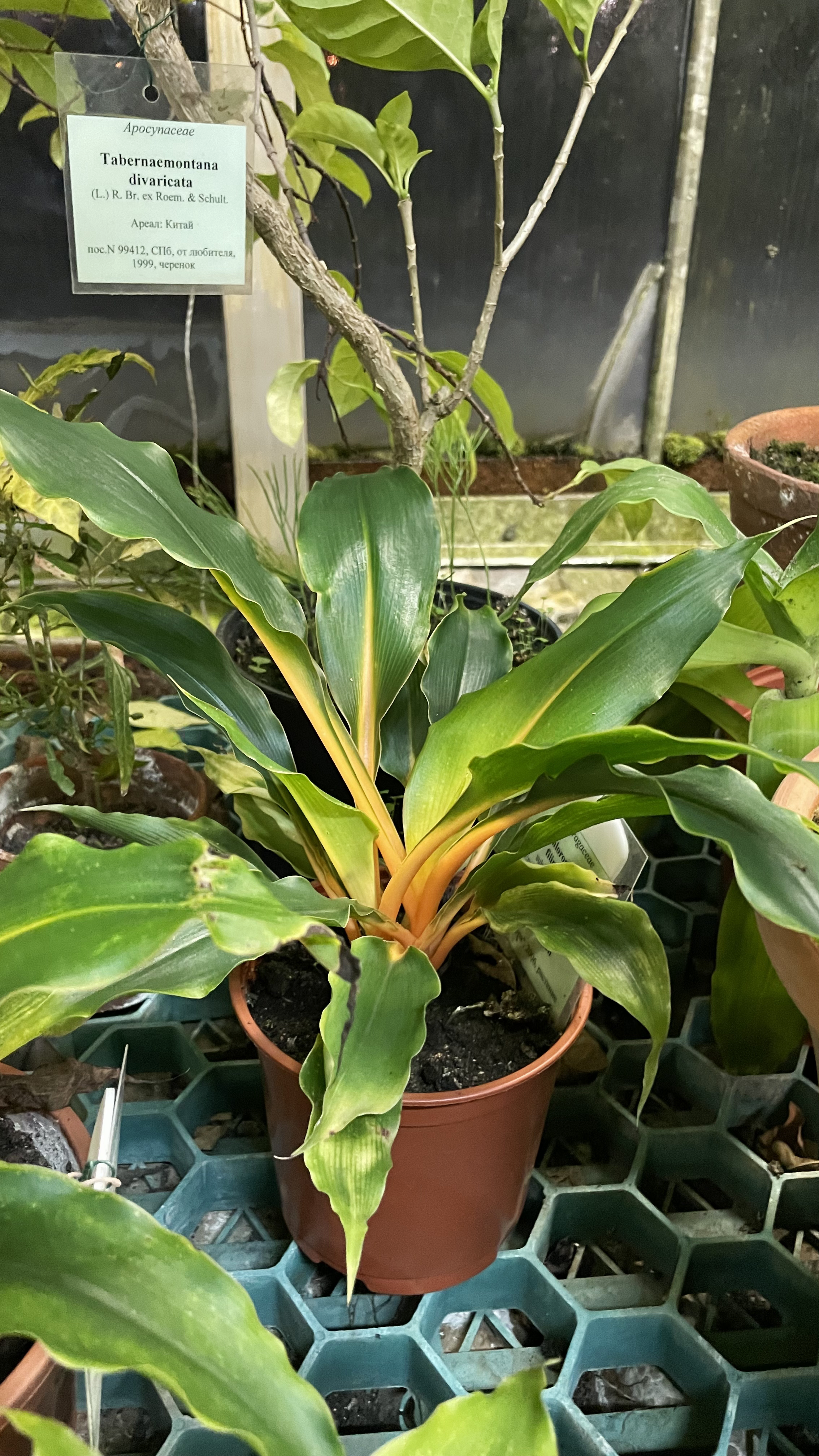
в горшечной культуре. Оранжерея №19 Ботсада БИН РАН, Санкт-Петербург

Подвид Chlorophytum filipendulum subsp. amaniense (Engl.) Nordal & A.D.Poulsen ≡ [syn.  Chlorophytum amaniense Engl]. используется в качестве декоративного комнатного растения благодаря сортам с ярко-окрашенными черешками.
Культвары с оранжевыми черешками широко выращивают в Соединённых Штатах, были завезены из Таиланда во Флориду для выращивания в конце 1990-х годов.
Подвид фигурирует под многочисленными коммерческими и тривиальными названиями: хлорофитум крылатый, хлорофитум оранжевый, оранжевый паук, лилия Сьерра-Леоне, растение-мандарин и огненная вспышка.
Это лиственное многолетние растение с широкой зелёной листвой и яркими оранжевыми черешками и средней жилкой листа. Ярко-оранжевый цвет сохраняется круглый год и «освещает» центр каждого растения. Эти черешки растут красивыми розетками и являются главной достопримечательностью. Цветки кремового цвета не очень эффектны и появляются на осях листьев основного стебля.
Родной ареал этого подвида — от Кении до Восточной Танзании (включая Занзибар). Это многолетнее растение, которое растет в основном во влажных тропических биомах —  в тропических лесах и подлеске Восточной Африки в горах Усамбара в Танзании и на юго-востоке Кении.
Самый распространенным культивар 'Fire Flash' является либо гибридом с неизвестными родителями, либо сортом.
Существует сорт с пёстрыми листьями, но он легко теряет сортовые особенности и снова легко переходит к зелёным листьям, очень сложно сохранить форму пестрых листьев при размножении.